# My Songs Know What You Did in the Dark (Light Em Up)
«My Songs Know What You Did in the Dark (Light Em Up)» — песня американской рок-группы Fall Out Boy, изданная в качестве первого сингла с их пятого студийного альбома Save Rock and Roll 4 февраля 2013 года.

## Информация о песне
«My Songs Know What You Did in the Dark (Light Em Up)» стала первой записью группы, выпущенной после перерыва в их музыкальной деятельности, начавшегося в 2009 году.
Видеоклип к песне стал первой частью The Young Blood Chronicles — цикла повествования, идущего во всех клипах к песням альбома Save Rock And Roll.
В первую неделю продаж «My Songs Know What You Did in the Dark (Light Em Up)» вошла в топ хит-парадов Великобритании, Шотландии и Ирландии, повторив успех ранних композиций группы «This Ain't a Scene, It’s an Arms Race» и «Thnks fr th Mmrs». В Billboard Hot 100 песня дебютировала на 26 месте, позже поднявшись до 13, в хит-параде Billboard Rock Songs — на восьмом, позднее добравшись до 2 позиции. За первую неделю она добралась до 2 места чарта iTunes, где количество закачек за тот период составило 162000. Радио BBC Radio 1 включило трек в «Топ 100 песен за прошедшие 5 лет».
Песня была использована в матчах плей-оффа НБА 2013 во время представления игроков Хьюстон Рокетс, телевизионных трансляциях плей-оффа Кубка Стэнли 2013, рекламных мероприятиях игры Project Spark. Гонщик NASCAR Арик Альмирола сделал эту песню в качестве вступительной музыки к его представлению перед началом гонок. Главная лига бейсбола использовала «My Songs Know What You Did in the Dark (Light Em Up)» в рекламной кампании сезона 2013 «We Play for October». Песня звучала в фильме «Перси Джексон и Море чудовищ», промотрейлере телесериала «Первородные», телесериале «Hit the Floor», четвертьфинале 8 сезона телешоу «America’s Got Talent».

## Список композиций
| №  | Название                                               | Длительность |
| -- | ------------------------------------------------------ | ------------ |
| 1. | «My Songs Know What You Did in the Dark (Light Em Up)» | 3:08         |

## Чарты и сертификации
| Чарт (2013)                                | Наивысшая позиция |
| ------------------------------------------ | ----------------- |
| Австралия (ARIA)                           | 30                |
| Бельгия/Фландрия (Ultratip Bubbling Under) | 33                |
| Канада (Billboard Canadian Hot 100)        | 19                |
| Чехия (Rádio — Top 100)                    | 28                |
| Франция (SNEP)                             | 89                |
| Ирландия (IRMA)                            | 33                |
| Japan Hot 100                              | 28                |
| Нидерланды (Dutch Top 40)                  | 35                |
| Новая Зеландия (Recorded Music NZ)         | 13                |
| Шотландия (OCC Scotland)                   | 2                 |
| Словакия (Rádio — Top 100)                 | 41                |
| Великобритания (OCC UK Singles)            | 5                 |
| Великобритания (OCC UK Rock & Metal)       | 1                 |
| США (Billboard Hot 100)                    | 13                |
| США (Billboard Pop Airplay)                | 7                 |
| США (Billboard Adult Pop Airplay)          | 15                |
| США (Billboard Alternative Airplay)        | 7                 |
| Rock Songs (Billboard)                     | 2                 |
| Mainstream Rock (Billboard)                | 40                |

| Регион | Сертификация  | Продажи   |
| --- | ------------- | --------- |
| Австралия (ARIA) | Платиновый    | 70 000^   |
| Канада (Music Canada) | 3× Платиновый | 240 000^  |
| Новая Зеландия (RMNZ) | Золотой       | 7500*     |
| Великобритания (BPI) | Платиновый    | 600 000   |
| США (RIAA) | 5× Платиновый | 5 000 000 |
| Венесуэла (APFV) | Золотой       | 5 000^    |
| * Данные о продажах приведены только на основе сертификации. ^ Данные о тиражах приведены только на основе сертификации. |               |           |

## Хронология выпуска
| Регион           | Дата           | Формат           | Лейбл          |
| ---------------- | -------------- | ---------------- | -------------- |
| Мир              | 4 февраля 2013 | Digital download | Island Records |
| Северная Америка | 5 февраля 2013 | Digital download | Island Records |